# Ассадурьян, Эрик
Эрик Ассадурьян (арм. Էրիկ Ասադուրյան; род. 24 сентября 1966 или 24 июня 1966, Сен-Морис) — французский футболист, игравший на позициях нападающего и полузащитника. Выступал во французских клубах и за сборную Армении. Глава академии клуба «Ланс».

## Карьера

### Игровая
В качестве футболиста в высшем (1986/87 — 1987/88, 1988/89 — 1997/98) и второго по уровню (1987/88, 1997/98 — 1998/99) дивизионах Франции играл за клубы «Тулуза» (1986/87 — 1987/88, 1988/89 — 1989/90), «Генгам» (1987/88 — 1996/97, 1996/97 — 1997/98), «Лилль» (1990/91 — 1994/95), «Олимпик Лион» (1995/96), «Луан-Кюизо» (1997/98), «Бове» (1998/99) и «Валанс» (1999/00). В третьем дивизионе начинал и завершал карьеру игрока, выступая за команду академии Виши (1984/85 — 1985/86) и в «Валансе» (2000/01).

#### За сборную Армении
Имеет французское гражданство и армянское происхождение, его дед родился в Армении. В 1996 году принял решение играть за Сборную Армении в отборочном турнире чемпионата мира 1998 года, был её капитаном.
Завершил выступления за сборную после отборочных матчей Евро-2000 со сборными России и Франции в марте 1999 года.
| Матчи Ассадурьяна за сборную Армении | Матчи Ассадурьяна за сборную Армении | Матчи Ассадурьяна за сборную Армении | Матчи Ассадурьяна за сборную Армении | Матчи Ассадурьяна за сборную Армении | Матчи Ассадурьяна за сборную Армении | Матчи Ассадурьяна за сборную Армении | Матчи Ассадурьяна за сборную Армении | Матчи Ассадурьяна за сборную Армении |
| ------------------------------------ | ------------------------------------ | ------------------------------------ | ------------------------------------ | ------------------------------------ | ------------------------------------ | ------------------------------------ | ------------------------------------ | ------------------------------------ |
| №                                    | Дата                                 | Место                                | Соперник                             | Счёт                                 | время игры                           | Прим.                                | Голы                                 | Соревнование                         |
| 1                                    | 5 октября 1996                       | Белфаст                              | Северная Ирландия                    | 1:1                                  | 1—90 мин.                            | -                                    | 8′                                   | Отборочный матч ЧМ 1998              |
| 2                                    | 9 октября 1996                       | Ереван                               | Германия                             | 1:5                                  | 1—90 мин.                            | -                                    |                                      | Отборочный матч ЧМ 1998              |
| 3                                    | 9 ноября 1996                        | Тирана                               | Албания                              | 1:1                                  | 1—90 мин.                            | -                                    |                                      | Отборочный матч ЧМ 1998              |
| 4                                    | 30 марта 1997                        | Тбилиси                              | Грузия                               | 0:7                                  | 1—90 мин.                            | -                                    |                                      | Товарищеский матч                    |
| 5                                    | 30 апреля 1997                       | Ереван                               | Северная Ирландия                    | 0:0                                  | 1—90 мин.                            | -                                    |                                      | Отборочный матч ЧМ 1998              |
| 6                                    | 7 мая 1997                           | Киев                                 | Украина                              | 1:1                                  | 1—84 мин.                            | -                                    |                                      | Отборочный матч ЧМ 1998              |
| 7                                    | 20 августа 1997                      | Сетубал                              | Португалия                           | 1:3                                  | 1—90 мин.                            | -                                    | 46′                                  | Отборочный матч ЧМ 1998              |
| 8                                    | 6 сентября 1997                      | Ереван                               | Албания                              | 3:0                                  | 1—90 мин.                            | -                                    | 81′                                  | Отборочный матч ЧМ 1998              |
| 9                                    | 10 сентября 1997                     | Дортмунд                             | Германия                             | 0:4                                  | 1—90 мин.                            | -                                    |                                      | Отборочный матч ЧМ 1998              |
| 10                                   | 11 октября 1997                      | Ереван                               | Украина                              | 0:2                                  | 46—90 мин.                           | -                                    |                                      | Отборочный матч ЧМ 1998              |
| 11                                   | 10 октября 1998                      | Ереван                               | Исландия                             | 0:0                                  | 1—62 мин.                            | -                                    |                                      | Отборочный матч ЧЕ 2000              |
| 12                                   | 10 октября 1998                      | Киев                                 | Украина                              | 0:2                                  | 1—73 мин.                            | -                                    |                                      | Отборочный матч ЧЕ 2000              |

### Послеигровая
В феврале 2002 года поступил на курсы курс подготовки для кандидатов, желающих пройти подготовку на получение государственного сертификата спортивного педагога 2-й степени.
В 2004—2005 годах работал в системе подготовки футболистов клуба «Брест» (до этого — два года в «Валансе»), затем перешёл в отдел молодёжного футбола «Ланса», тренировал молодёжные (до 17 и до 19 лет) команды «Ланса», а также возглавлял в качестве тренера вторую команду клуба. С июня 2012 по июнь 2014 года работал в Катаре с резервистами «Аль-Духаиля», после чего вернулся во Францию и в течение пяти лет тренировал команду «Бреста» из игроков до 19 лет, был директором тренировочного центра «Бреста». В 2019 году ушёл на должность директора в центр подготовки игроков клуба «Ренн».
В январе 2020 года возглавил академию «Ланса».

## Достижения
в качестве игрока
- Финалист Кубка французской лиги: 1995/96
- Победитель Кубка Интертото: 1996

в качестве тренера
- Победитель молодёжного чемпионата Франции (до 19 лет)fr: 2009